# Liste der Biografien/Tu
Liste der Biografien |
Portal Biografien |
Personensuche
# |
A |
B |
C |
D |
E |
F |
G |
H |
I |
J |
K |
L |
M |
N |
O |
P |
Q |
R |
S |
T |
U |
V |
W |
X |
Y |
Z |
?
 
Ta |
Tc |
Te |
Tf |
Tg |
Th |
Ti |
Tj |
Tk |
Tl |
Tm |
To |
Tq |
Tr |
Ts |
Tu |
Tv |
Tw |
Tx |
Ty |
Tz
 
Tua |
Tub |
Tuc |
Tud |
Tue |
Tuf |
Tug |
Tuh |
Tui |
Tuj |
Tuk |
Tul |
Tum |
Tun |
Tuo |
Tup |
Tuq |
Tur |
Tus |
Tut |
Tuu |
Tuv |
Tuw |
Tux |
Tuy |
Tuz
Die Liste der Biografien führt alle Personen auf, die in der deutschsprachigen Wikipedia einen Artikel haben. Dieses ist eine Teilliste mit 18 Einträgen von Personen, deren Namen mit den Buchstaben „Tu“ beginnt.

## Tu
- Tu Dai Yong (* 1968), Schweizer Tischtennisspielerin chinesischer Abstammung
- Tự Đức (1829–1883), vietnamesischer Kaiser, vierter Kaiser der Nguyễn-Dynastie (1847–1883)
- Từ Hoàng Thông (* 1972), vietnamesischer Schachspieler
- Tu Shi-hua, Anthony (1919–2017), chinesischer Ordensgeistlicher, römisch-katholischer Bischof von Puqi
- Tu, Chia-lin (* 1988), taiwanischer Sprinter
- Tu, Francisca (* 1943), deutsch-chinesische Schauspielerin
- Tu, John (* 1940), chinesisch-US-amerikanischer Geschäftsmann und Präsident von Kingston Technology
- Tu, Jong-sil (* 1978), nordkoreanische Tischtennisspielerin
- Tu, Li (* 1996), australischer Tennisspieler
- Tu, Loring W. (* 1952), taiwanisch-US-amerikanischer Mathematiker
- Tu, Meilen (* 1978), US-amerikanische Tennisspielerin
- Tu, Sergio (* 1997), taiwanischer Radrennfahrer
- Tu, Tsung-ming (1893–1986), taiwanischer Mediziner
- Tu, Wei-ming (* 1940), chinesischer Philosoph und Hochschullehrer
- Tu, Wen-Hui (* 1964), taiwanische Komponistin
- Tu, Xiaoyuan (* 1967), chinesische Ingenieurin, Informatikerin und Forscherin
- Tu, Youyou (* 1930), chinesische PharmakologinTu Youyou (* 1930)

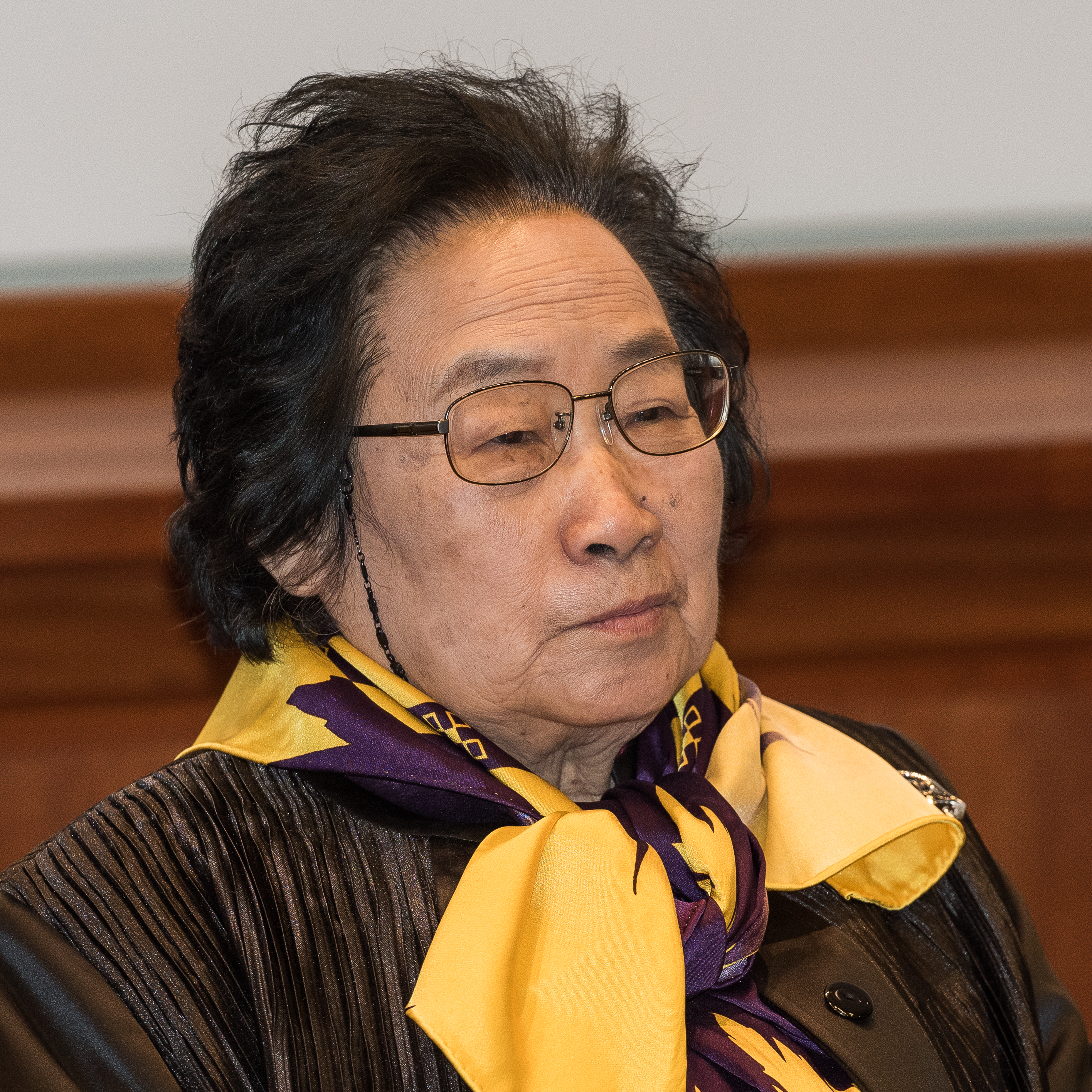
Tu Youyou (* 1930)

- Tu, Yuhai, chinesischer Physiker